# بهترین‌های برانیگن
«بهترین‌های برانیگن» (به انگلیسی: The Best of Branigan) آلبومی از هنرمند اهل ایالات متحده آمریکا لورا برانیگن است که در سال ۱۹۹۵ میلادی منتشر شد.